# پارک ملی زیوراتکول
پارک ملی زیوراتکول (انگلیسی: Zyuratkul National Park) یک پارک ملی در استان چلیابینسک کشور روسیه است.